# Камбрен (кантон)
Камбрен (фр. Cambrin) — упраздненный кантон во Франции, регион Нор-Па-де-Кале, департамент Па-де-Кале. Входил в состав округа Бетюн.
В состав кантона входили коммуны (население по данным Национального института статистики за 2008 год):
- Аннекен (2 320 чел.)
- Вермель (4 305 чел.)
- Камбрен (993 чел.)
- Кюенши (1 766 чел.)
- Нуайель-ле-Вермель (2 102 чел.)
- Оши-ле-Мин (4 452 чел.)
- Ришбур (2 395 чел.)
- Фестюбер (1 259 чел.)

## Экономика
Структура занятости населения:
- сельское хозяйство — 3,2 %
- промышленность — 6,9 %
- строительство — 12,8 %
- торговля, транспорт и сфера услуг — 44,5 %
- государственные и муниципальные службы — 32,5 %

## Политика
На президентских выборах 2012 г. жители кантона отдали в 1-м туре Марин Ле Пен 29,2 % голосов против 28,1 % у Франсуа Олланда и 19,8 % у Николя Саркози, во 2-м туре в кантоне победил Олланд, получивший 55,4 % голосов (2007 г. 1 тур: Сеголен Руаяль — 25,2 %, Саркози — 23,9 %; 2 тур: Руаяль — 53,0 %). На выборах в Национальное собрание в 2012 г. по 12-му избирательному округу департамента Па-де-Кале в 1-м туре большинство голосов — 26,3 % — получила кандидат Национального фронта Шарлотт Сула, но во 2-м туре жители кантона проголосовали за кандидата Социалистической партии Николя Бэ, набравшего 54,3 % голосов. (2007 г. 11-й округ Одетт Дюрье (СП): 1 тур — 36,5 %, 2 тур — 64,2 %). На региональных выборах 2010 года в 1-м туре победил список социалистов, собравший 32,7 % голосов против 25,3 % у Национального фронта и 12,7 % у списка «правых». Во 2-м туре единый «левый список» с участием социалистов, коммунистов и «зелёных» во главе с Президентом регионального совета Нор-Па-де-Кале Даниэлем Першероном получил 55,5 % голосов, Национальный фронт Марин Ле Пен занял второе место с 23,4 %, а  «правый» список во главе с сенатором Валери Летар с 21,1 % финишировал третьим.
|  | Кандидат       | Партия                  | % голосов |
|  | -------------- | ----------------------- | --------- |
|  | Одетт Дюрье    | Социалистическая партия | 64,84     |
|  | Далила Декобер | Национальный фронт      | 35,16     |

|  | Кандидат      | Партия                  | % голосов |
|  | ------------- | ----------------------- | --------- |
|  | Одетт Дюрье   | Социалистическая партия | 70,88     |
|  | Фредди Бодрен | Национальный фронт      | 29,12     |